# 阿尼凯·斯特罗加诺夫

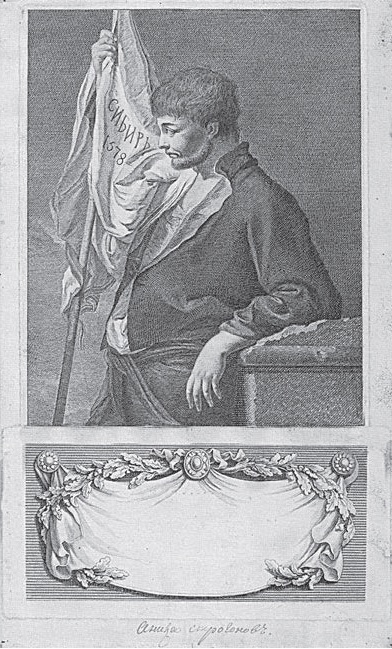
阿尼凯·费奥多罗维奇·斯特罗加诺夫

阿尼凯·费奥多罗维奇·斯特罗加诺夫（俄语：Аникей Фёдорович Строганов，1488年—1570年），俄罗斯探险家、商人，后为僧侣。其活跃时间为莫斯科大公国至俄罗斯沙皇国时期。他是斯特罗加诺夫家族的祖先，在16世纪至20世纪之间，这一家族辈出大商人、企业家、实业家、大地主和政治家。
出生在诺夫哥罗德，但在出生后不久，他的家庭搬到了索利维切戈茨克。在父亲出家之后，且由于叔父们没有子嗣，阿尼凯继承了父叔的数个地产和盐矿。在三个儿子长大之后，阿尼凯在科拉半岛和彼尔姆建立新的盐场。
伊凡雷帝初即位之时，阿尼凯被给予指定与英国商人贸易的权利，来往于阿尔汉格尔斯克与莫斯科之间。这一系列权利在1552年、1555年和1560年以文件形式确认。阿尼凯还负责帮助沙皇向索里维切戈茨斯克的农奴征收税收。
阿尼凯还建立了与西伯利亚原住民的贸易通路。他的儿子谢苗·阿尼凯耶维奇·斯特罗加诺夫，后来出资赞助叶尔马克·齐莫菲叶维奇对西伯利亚的征服。